# Елишка Краснохорска
Алжбета Пехова (на чешки: Eliška Pechová) е чешка общественичка феминистка, либретистка, преводачка, поетеса и писателка на произведения в жанра лирика, драма и публицистика. Пише под псевдонима Елишка Краснохорска (на чешки: Eliška Krásnohorská). Принадлежи към славянско-народностното течение в чешката литература.

## Биография и творчество
Алжбета Пехова, с регистрирано име Елизабет Доротея Печова, е родена на 18 ноември 1847 г. в Прага, Австрийска империя, от втория брак на занаятчията Андреас Пех (1804 – 1850) и Доротея Катержина Водваркова (1816 – 1892), като седмо дете от осем братя и сестри. Баща ѝ произхожда от аристократичното семейство Пех от Красна Хора, според което по-късно писателката избира своя псевдоним. Учи първоначално в Пилзен, а после получава подходящите знания в немското училище за девойки „Свободов“ в Прага. Разширява познанията си с помощта на чичо си Войтех, братя и приятели. Освен всичко друго, тя се учи да свири на пиано, да пее и да рисува.
В обществената си дейност се занимава с движението за еманципация на жените. Тя е член и по-късно е ръководител на Женско чешко производствено сдружение основано през 1871 г. от Каролина Светла, която помага на момичета от бедни семейства за образование и работа. През 1901 г., след Йосефа Хумпалова-Земанова, тя става редактор на списанието „Ženské listy“ и също публикува там своите статии. Активно участва в женското работническо движение.
Събира над 4810 подписа в петиция до Императорския съвет за откриването на (държавна) гимназия за момичета, така че момичетата да получат диплома за средно образование и след това разрешение да учат в университет. Тъй като не получава подкрепа, създава частната гимназия за момичета „Минерва“ открита през 1890 г., която е първата източноевропейска частна девическа гимназия.
Като една от най-видните борци за равноправното образование на момичетата, тя е първата жена, назначена в новата република от президента Масарик за пълноправен член на Чехословашката академия на науките и изкуствата.
Първата ѝ книга, стихосбирката „Z máje žití“ (От май живея), е издадена през 1871 г. В стихосбирката си „Към славянския юг“ (1880) възпява страданията на черногорци, сърби и особено на българите под османско иго. Посвещава и стихове на Руско-турската война (1877 – 1878).
Авторка е на едно от първите разсъждения за женското движение с публикацията „Ženská otázka česká“ от 1881 г.
Става популярна с разказите си из народния живот. Първият ѝ роман „Svéhlavička“ от едноименната поредица е издаден през 1899 г. Романът е преразказ на романа „Der Trotzkopf“ на писателката Еми фон Роден.
Пише либрета на опери на Карел Бендъл, Бедржих Сметана и Зденек Фибих.
Пише литературна критика за списание „Osvěta“, а също и за други списания като: „Lumír“, „Světozor“ и „Zlatá Praha“. Влючва се в литературния салон „Anna Lauermann-Mikšová“.
Прави преводи на произведения на Мицкевич, Байрон и Пушкин.
Тя страда от болки в ставите от младостта си. През живота си тя никога не се е омъжвала и на стари години е била зависима от помощта на приятелите си.
Алжбета Пехова умира на 26 ноември 1926 г. в Прага, Чехословакия.

## Произведения

### Самостоятелни романи
- Celínka (1901)
- Celínčino štěstí (1902)

### Серия „Булка“ (Svéhlavička)
1. Svéhlavička (1899)
2. Svéhlavička nevěstou (1900)
3. Svéhlavička ženuškou (1900)
4. Svéhlavička babičkou (1907) – под псевдонима Т. Дворска

### Поезия
- Z máje žití (1871)
- Ze Šumavy (1873)
- Ke slovanskému jihu (1880)
- Vlny v proudu (1885)
- Letorosty (1887)
- Bajky velkých (1889) – остра сатира
- Na živé struně (1895)
- Rozpomínky (1896)
- Zvěsti a báje (1916)
- Ozvěny doby (1922)
- Sny po divadle (1922)

#### Поеми
- Vlaštovičky (1883)
- Šumavský Robinson (1887)

### Либрето
- Lejla (1866) – автор на операта е Карел Бендъл
- Břetislav (1869) – автор на операта е Карел Бендъл
- Viola (1871) – автор на операта е Бедржих Сметана
- Blaník (1874) – автор на операта е Зденек Фибих
- Hubička (1875) – автор на операта е Бедржих Сметана
- Tajemství (1877) – автор на операта е Бедржих Сметана
- Dítě Tábora (1878) – автор на операта е Карел Бендъл
- Čertova stěna (1879) – автор на операта е Бедржих Сметана
- Karel Škréta (1883) – автор на операта е Карел Бендъл

### Публицистика
- Obraz novějšího básnictví českého (1877)
- Dvě básnířky lidu (1880)
- Ženská otázka česká (1881)
- České básnictví posledních dvou desetiletí (1895 – 1896)
- Z nových směrů a proudů (1897)

### Преводи
- Александър Сергеевич Пушкин : Избрани малки басни (1894), „Борис Годунов“ (1905)
- Адам Мицкевич : „Пан Тадеуш“ (1882)
- Джордж Гордън Байрон : „Странстванията на Чайлд Харолд“, (1890)
- либрето от операта на Бизе „Кармен“